# Sábados circulares
Sábados circulares fue un popular programa de televisión argentino conducido por Nicolás «Pipo» Mancera. Se emitió por primera vez (con el nombre Circulares de Mancera) el 6 de enero de 1962. Pasó por Canal 9, Canal 13 y Canal 11. Se emitió hasta 11 de noviembre de 1974. Llegó a medir 82 puntos de rating. Fue relanzado en 2007 por la señal Crónica TV.
Durante los años 60 y a principios de los 70, el programa era retransmitido en simultáneo o en diferido por teleemisoras de casi todos los países hispanoamericanos. También introdujo el formato "ómnibus" (programas de varias horas de duración) a la televisión latinoamericana.

## Historia
Nicolás Mancera, periodista de espectáculos, viajó a Francia y se interesó por el Show de Yves Montand (Yves Montand on Broadway, 1961), buscando emularlo en la Argentina. Tal como relataría en el documental Siglo XX Cambalache: "El programa nació porque no había nada que poner los sábados a la tarde", por lo que convenció al entonces director general del Canal 9 CADETE, Manuel Alba a realizar un "ómnibus", conduciendo los primeros tres meses gratis y luego, si el programa alcanzaba el índice de audiencia adecuado, recibiría anualmente el 100 por ciento. Circulares con Mancera se convirtió en un éxito inmediato. 
En 1964 firmó contrato con Canal 13 Proartel y cambió el nombre por Sábados Circulares con Mancera. Era técnicamente calificado de "programa ómnibus" ya que tenía seis horas de duración y por allí pasaron las figuras nacionales e internacionales más reconocidas de la época. Entre otros: Sandro, Lola Flores, Raphael, la legendaria actriz mexicana María Félix, Nélida Lobato, el célebre torero español Manuel Benítez "El Cordobés", el presentador chileno Mario Kreutzberger "Don Francisco",  la superestrella del fútbol Pelé, el cantautor español Joan Manuel Serrat, Geraldine Chaplin, Marcello Mastroianni, Simone Signoret, Sophia Loren, Atahualpa Yupanqui, el actor escocés Sean Connery, el cómico español Gila, Irineo Leguisamo, Lolita Torres, Leonardo Favio, Cacho Fontana, el humorista Juan Verdaguer, el boxeador Ringo Bonavena, Alberto Closas, Los payasos españoles Gaby, Fofó y Miliki, Alain Delon, Luis Sandrini, Libertad Lamarque, Tita Merello, Niní Marshall, Rubén Juárez, Aníbal Troilo, Mister Chasman, Sergio Denis, etc.
En 1967, durante su momento de mayor popularidad, hizo el mayor índice de audiencia de la televisión argentina hasta el momento con el casamiento de Palito Ortega y  Evangelina Salazar. En 1969, desde el Festival de Venecia, hizo la primera transmisión vía satélite para la televisión argentina, en un momento en que recién se desarrollaba tal tecnología.
El presentador se lució como domador de leones y haciendo pruebas de escapismo, e introdujo por primera vez en la televisión argentina la «cámara sorpresa» (adaptada de Candid Camera) en abril de 1962. La primera cámara oculta en tres lugares diferentes (Nueva York, Madrid y Buenos Aires) tenía como propósito evaluar cómo reaccionaba la gente de diferentes países con la misma broma. A causa de esto, Pipo fue detenido en España porque uno de los españoles lo acusó frente a un policía debido a que atentaba contra la "seriedad española".
En 1971, Mancera presentó a un «chico malabarista» que hacía sus gracias con una pelota de fútbol. Era Diego Armando Maradona, quien por entonces tenía diez años. También proyectó la primera entrevista televisiva al futuro astro, en la que Diego afirmaba que su sueño era jugar el Mundial de Fútbol.
Ficha técnica en Canal 9 Cadete
- conducción: Nicolás "Pipo" Mancera
- Escenografía: Mario Ferro
- Iluminación: Roberto López
- Producción general: Nicolás "Pipo" Mancera"
- Asistente de dirección: Carlos De Marco
- Dirección: Potín Domínguez

### Ficha técnica en Canal 13
- Conducción: Nicolás "Pipo" Mancera
- Dirección musical: Oscar Sabino / Angel "Pocho" Gatti / "Bubby" Lavecchia
- Sonido: Locardini
- Escenografía: Armando Sánchez / Jorge Vede / Caldentey
- Iluminación:   Héctor Nastasi / Adolfo Abate
- Producción general: Nicolás "Pipo" Mancera
- Colaboradores de producción: Conrado Diana / Luis Keller
- Asistente de dirección: Jesuán Valencia
- Dirección: "Potín" Domínguez / Carmelo Santiago / Gerardo Mariani

### Ficha técnica en Canal 11
- Conducción: Nicolás "Pipo" Mancera
- Dirección musical: Horacio Malvicino
- Producción general: Nicolás "Pipo" Mancera
- Producción: "Mane"
- Asistentes de producción: Jorge Contreras / Fernando Ferrer
- Asistente de dirección: Manolo Bravo / Héctor Locaso
- Dirección: "Potín" Domínguez / Carmelo Santiago